# حسین‌آباد پناهی
حسین‌آباد پناهی، روستایی از توابع بخش ارم شهرستان دشتستان در استان بوشهر ایران است.

## جمعیت
این روستا در دهستان ارم قرار دارد و براساس سرشماری مرکز آمار ایران در سال ۱۳۸۵، جمعیت آن زیر سه خانوار بوده‌است.